# Rahuri
Rahuri () est une ville indienne située dans le district d'Ahmednagar dans l’État du Maharashtra. En 2001, sa population était de 34 465 habitants.

## Source de la traduction
- (en) Cet article est partiellement ou en totalité issu de l’article de Wikipédia en anglais intitulé « Rahuri » (voir la liste des auteurs).